# Marano sul Panaro
Marano sul Panaro là một đô thị ở tỉnh Modena thuộc vùng Emilia-Romagna, có vị trí cách khoảng 30 km về phía tây của Bologna và khoảng 20 km về phía nam của Modena. Vào tháng 2 năm 2007, đô thị này có dân số 4.150 người và diện tích 45,2 km².
Marano sul Panaro giáp các đô thị: Castelvetro di Modena, Guiglia, Maranello, Pavullo nel Frignano, Savignano sul Panaro, Serramazzoni, Vignola.